# Saint-Denis-sur-Coise
Saint-Denis-sur-Coise é uma comuna francesa na região administrativa de Auvérnia-Ródano-Alpes, no departamento de Loire. Estende-se por uma área de 10,79 km². Em 2010 a comuna tinha 677 habitantes (densidade: 62,7 hab./km²).